# 京山若丸
京山 若丸（きょうやま わかまる、1878年（明治11年） - 1953年（昭和28年）5月13日）は、明治～昭和期の浪曲師。本名、坂上仁三郎。広島県白市村（現・東広島市）出身。

## 生涯
22歳で大阪に出て2代目京山恭安斎の弟子となる。修行時代は「義士伝」なども読んだが、デビュー後は関西では珍しく、旧ものは読まず自作自演の「新談(新作)読み」で通した。明治維新に想を得た「乃木将軍」や「召集令」、「江藤新平」、「大西郷」などの傑作を残している。1908年(明治41年)6月、桃中軒雲右衛門、2代目吉田奈良丸に次いで上京。セリフの切れよし、声よし、人物描写に長け、品格のある立派な舞台姿で人気を博し雲右衛門、吉田奈良丸、京山小円らと覇を競い、浪曲の第1期黄金時代を築いた。
戦前に浪曲親友協会の会長を務め、日中戦争時の1938年(昭和13年)には、柳家金語楼、横山エンタツ、花菱アチャコ、石田一松、柳家三亀松らと　わらわし隊慰問団に参加、各地で大人気を博した。戦後も関西浪曲界の重鎮として活躍。また西宮市会議員を務めたこともある。
弟子に京山呑風。